# Neoféma tyrkysová
Neoféma tyrkysová (Neophema pulchella) je malý druh papouška z rodu neoféma (Neophema), vyskytující se ve východní Austrálii od jihovýchodního Queenslandu přes Nový Jižní Wales až po severovýchod Victorii. Tento druh popsal v roce 1792 George Shaw. Neoféma tyrkysová je malý papoušek vykazující pohlavní dimorfismus s lehkou konstrukcí a délkou těla asi 20 cm. Hmotnost se pohybuje okolo 40 g. Samečci jsou převážně zelení s nažloutlými dolními partiemi a světle tyrkysovými tvářemi. Křídla jsou převážně modrá s červenými rameny. Samice jsou obecně méně pestré se zelenou hrudí a žlutým břichem.
Neofémy tyrkysové obývají travnaté porosty a otevřené lesy, nejčastěji se zdržují u eukalyptů nebo sandarakovců a živí se především semeny travin, květinami, ovocem a červci. Hnízdí v dutinách stromů a v posledních letech se jejich populace snižují kvůli mizení potenciálních hnízdišť. I přesto je dle IUCN neoféma tyrkysová málo dotčený druh. Většinu života tráví neofémy tyrkysové v jedné větší oblasti, jen výjimečně se přesouvají.

## Taxonomie
V roce 1792, kdy George Shaw neofému tyrkysovou popsal pod latinským názvem Psittacus pulchellus, již byl v okolí Sydney druh známý. Druhové jméno pulchellus v překladu do češtiny označuje zdrobnělinu slov pěkný nebo hezký, tedy například hezoučký. V angličtině je název neofémy tyrkysové Turquoise parrot, Turquoise právě díky tyrkysovému peří na obličeji. Jedinec, kterého tehdy Shaw popisoval, pravděpodobně skončil ve sbírce v Anglii, jejíž část ale byla ztracena a druhá rozprodána.
V roce 1811 německý přírodovědec Johann Matthäus Bechstein změnil využívaný latinský název Psittacus pulchellus na Psittacus edwardsii. Přejmenování provedl na základě popisu neofémy tyrkysové Françoise Levaillanta v roce 1805. Levaillant druh přejmenoval na počest přírodovědce George Edwardse.
Italský ornitolog Tommaso Salvadori definoval nový rod neoféma v roce 1891. V roce 1915 ornitolog Gregory Mathews popsal k neofémě tyrkysové i první poddruh; dombrainii. Ten se měl údajně vyskytoval jen ve Victorii. Rozdíl mezi tímto a nominátním poddruhem nebyl schválen a proto nemá ani v současné době druh neoféma tyrkysová žádný poddruh.

## Popis
Neofémy tyrkysové jsou dlouhé 20 až 22 cm, rozpětí křídel mají 32 cm a hmotnost okolo 40 g. Obě pohlaví jsou zbarvena převážně zeleně se žlutými dolními partiemi.
Sameček má jasně tyrkysový obličej, který je nejtmavší na korunce a mírně světlejší na lících. Krk a ocas jsou zelené se žlutým lemováním per. Dolní partie jsou zářivě žluté, na prsou je odstín mírně nazelenalý. Při natažení křídla je dobře vidět, že je tmavě modrý, místy s červenými pery. Pro neofémy je ale typický především zkosený a plochý zobák, ten je u neofém tyrkysových černý, dolní část je krémová. Duhovka tmavě hnědá, nohy šedé.
Samičky jsou obecně zbarvené nudněji; mají světle modrý obličej, s rovnoměrnou intenzitou barvy, a kontrastní smetanovou kůži v okolí očí. Na křídlech nemají žádná červená pera. Krk a hrudník jsou bledě zelené, břicho žluté. Zobák je bledě hnědý až šedý s tmavou špičkou, údajně v období hnízdění tmavne. Spodní část zobáku světle šedá, téměř bílá. Pokud samička roztáhne křídla, především za letu je dobře vidět bílý pruh zespodu křídel.
Mladí jedinci mají jen málo modrých per na tvářích. Spíše se podobají samicím a stejně jako ony mají i bílý pruh zespodu křídel, který je vidět, jen když křídla roztáhnou. Nedospělý sameček se pozná podle červené skvrnky na křídle, popřípadě i podle oranžového peří na břiše.

## Ekologie
Jsou to monogamní ptáci. Neofémy tyrkysové žijí v párech nebo malých skupinkách, které se skládají z rodičů a jejich potomků. Každopádně, byla zaznamenána i hejna o více než 75 mladých jedincích a jejich rodičích. V době hnízdění, tedy mezi srpnem a lednem, se jednotlivé páry odpojí z hejna. Když si najdou vhodné hnízdiště, dutinu stromu, může samička začít klást vajíčka, avšak častým úkazem je vytlačení neofém tyrkysových z jejich hnízdišť roselami pestrými (Platycercus eximius) nebo papoušky zpěvavými (Psephotus haematonotus). Pokud se neofémám podaří najít vhodné hnízdiště, naklade samička do hnízda pět až osm lesklých bílých vajec o šířce okolo 22 cm.
Neofémy tyrkysové jsou aktivní především v noci a pohybují se mezi stromy ve výšce 1 až 8 m.
Tito ptáci shánějí potravu především na zemi v lesích a na jejich okrajích. Výjimečně je možné je najít i na krajnicích silnic. Od brzkého rána do pozdního odpoledne se ptáci krmí, poté se uchylují ke spánku. Nejpodstatnější složkou jejich jídelníčku tvoří listy, květy, ovoce a červci. Bývají pozorováni, jak se živí na rostlinách druhů Calytrix tetragona, Hibbertia riparia, Brachyloma daphnoides, Gonocarpus tetragynus a Dianella revoluta. Mezi další oblíbené rostliny patří i třeslice větší (Briza maxima), třeslice menší (Briza minor) a rostliny z rodu Dillwynia.

## Chov v zajetí

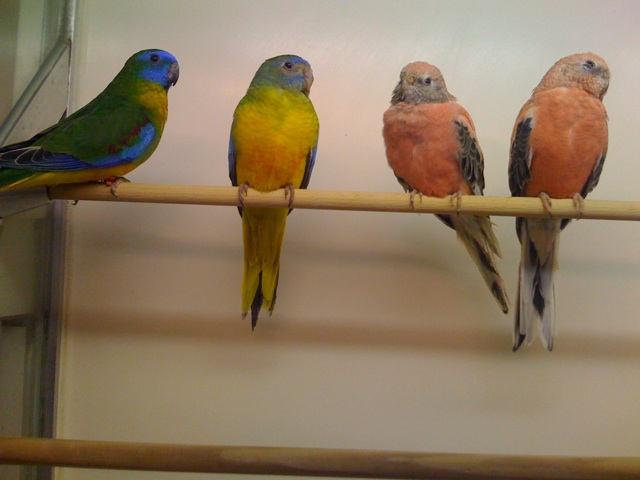
Neofémy tyrkysové vedle traváčků Bourkových

Neoféma tyrkysová je pravděpodobně nejčastěji chovaný druh neofémy v zajetí. Hodí se jak pro voliérový, tak klecový chov. Krmná směs vhodná pro ně by se měla skládat z prosa, lesknice, senegalského prosa, semence a loupaného ovsa. Ptáci by měli mít neustálý přístup nejen k vodě, ale i k sépiové kosti nebo lasturovému písku. Neofémy jsou vhodné i pro začátečníky v chovu okrasného ptactva, navíc jsou tiché a bez častých psychických problémů, jako je vyškubávání peří.

### Mutace
U neofém tyrkysových se po čase chovu v zajetí vytvořilo několik mutací. Ty můžeme rozdělit na několik skupin; dominantní, neúplně dominantní, recesivní a vázané na pohlaví. Mezi dominantní mutace patří pouze šedá, naopak jako neúplně dominantní označuje mutace tmavozelenou, olivovou a rudoprsou. Recesivní mutace jsou žlutá, izabelová, straka a plavá. Vázaná na pohlaví je lutino, opalinová a skořicová.